# Glen Lonan
Glen Lonan är en dal i Storbritannien.   Den ligger i kommunen Argyll and Bute och riksdelen Skottland, i den nordvästra delen av landet, 600 km nordväst om huvudstaden London.